# Iluppur
Iluppur (o Illuppur) è una suddivisione dell'India, classificata come town panchayat, di 12.051 abitanti, situata nel distretto di Pudukkottai, nello stato federato del Tamil Nadu. In base al numero di abitanti la città rientra nella classe IV (da 10.000 a 19.999 persone).

## Geografia fisica
La città è situata a 10° 31' 0 N e 78° 37' 60 E e ha un'altitudine di 141 m s.l.m..

## Società

### Evoluzione demografica
Al censimento del 2001 la popolazione di Iluppur assommava a 12.051 persone, delle quali 5.994 maschi e 6.057 femmine. I bambini di età inferiore o uguale ai sei anni assommavano a 2.007, dei quali 1.029 maschi e 978 femmine. Infine, coloro che erano in grado di saper almeno leggere e scrivere erano 8.453, dei quali 4.650 maschi e 3.803 femmine.